# Raïon de Nikolaïevsk (kraï de Khabarovsk)
Le raïon de Nikolaïevsk (en russe : Никола́евский райо́н, Nikolaïevskski raïon) est une subdivision administrative (raïon) et une municipalité (raïon municipal) du kraï de Khabarovsk, en Russie. Le raïon fait partie de la région d'Extrême-Orient russe. Son centre administratif est la ville de Nikolaïevsk-sur-l'Amour, et il compte en tout 28 localités, réparties dans 14 municipalités. Sa population s'élevait à 23 830 habitants en 2023.